# Aillières-Beauvoir
Aillières-Beauvoir är en kommun i departementet Sarthe i regionen Pays de la Loire i nordvästra Frankrike. Kommunen ligger i kantonen La Fresnaye-sur-Chédouet som tillhör arrondissementet Mamers. År 2022 hade Aillières-Beauvoir 199 invånare.

## Befolkningsutveckling
Antalet invånare i kommunen Aillières-Beauvoir
| Referens: INSEE |